# 华南皂荚
华南皂荚（学名：Gleditsia fera）为豆科皂荚属的植物。分布在台湾岛、越南以及中国大陆的广西、湖南、福建、江西、广东等地，生长于海拔300米至1,000米的地区，常生长在山坡缓坡、山谷林中以及村旁路边阳处，目前尚未由人工引种栽培。